# مبادله جمعیت میان یونان و ترکیه

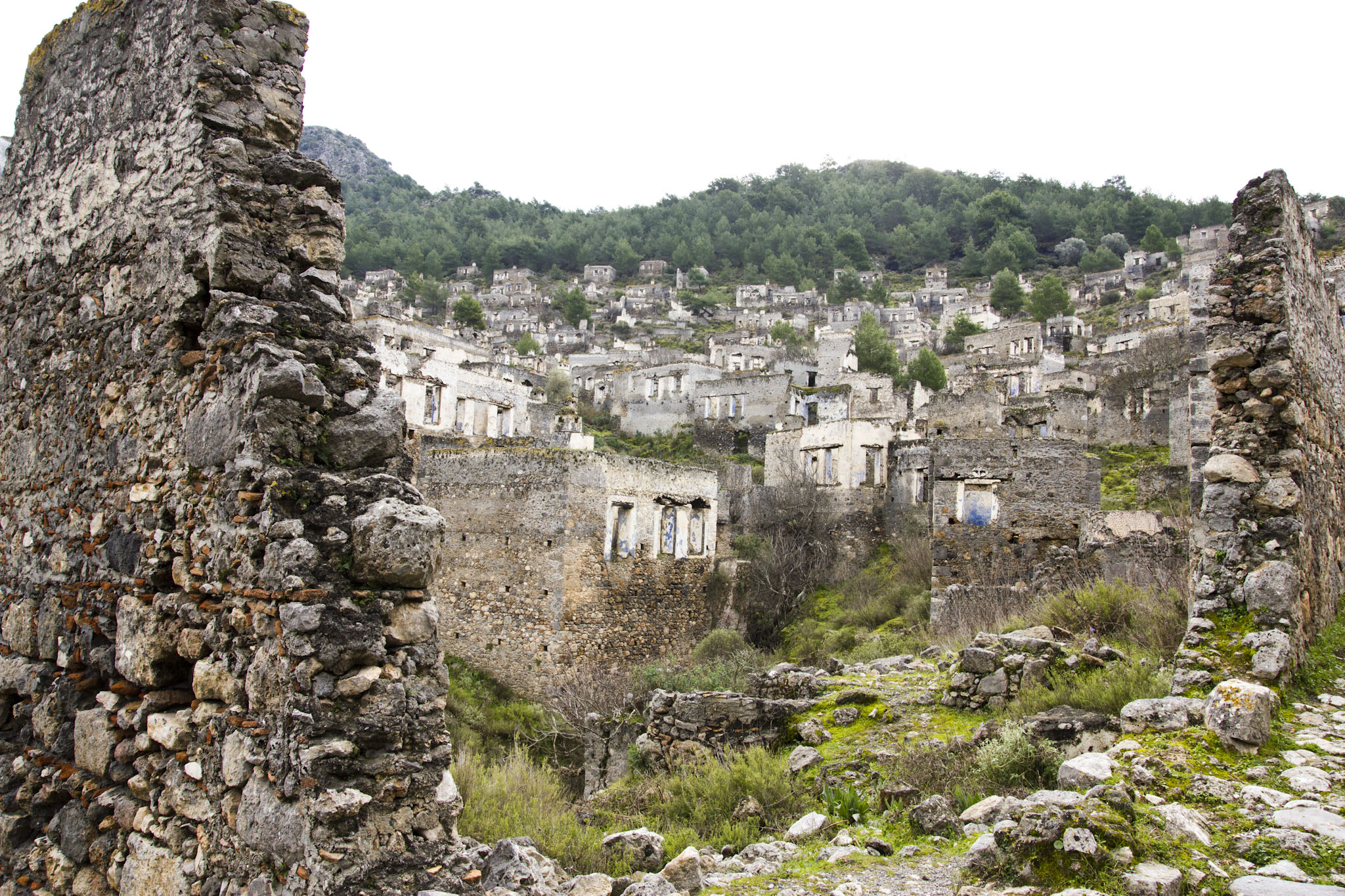
کایاکوی (لیویسی)، در جنوب غربی آناتولی، که روزی منطقه‌ای یونانی‌نشین بود، پس از جابه‌جایی جمعیت به یک شهر ارواح تبدیل شد. مسلمانان از اسکان دوباره در این مکان خودداری کردند زیرا طبق باورهای محلی "این مکان به ارواح لیویسیایی‌هایی که در سال ۱۹۱۵ قتل‌عام شده بودند آلوده شده بود."

جابه‌جایی جمعیت ۱۹۲۳ میان یونان و ترکیه (به یونانی:Ἡ Ἀνταλλαγή، به ترکی عثمانی: مبادله) ناشی از «کنوانسیون مربوط به جابه‌جایی جمعیت یونان و ترکیه» بود که در ۳۰ ژانویه ۱۹۲۳ در لوزان سوئیس توسط دولت‌های یونان و ترکیه امضا شد و در جریان آن ۱٬۲۲۱٬۴۸۹ ارتدکس یونانی از آسیای کوچک، تراکیه شرقی، کوه‌های پونتیک و قفقاز به یونان و ۳۵۵٬۰۰۰ تا ۴۰۰٬۰۰۰ مسلمان از یونان به ترکیه جابه‌جا شدند. بیشتر این آوارگان به اجبار از وطن خویش رانده و به کشور مقابل پناهنده شدند.
درخواست اولیه برای تبادل جمعیت از الفتریوس ونیزلوس، نخست‌وزیر یونان صورت گرفت و در واقع او این طرح را پیش از جنگ جهانی اول ارائه کرده بود. ونیزلوس در نامه‌ای که در ۱۶ اکتبر ۱۹۲۲ به جامعه ملل تسلیم کرد، «مبادله اجباری جمعیت یونان و ترکیه» را پیشنهاد کرد و از فریتیوف نانسن خواست که هماهنگی‌های لازم را انجام دهد. دولت جدید ترکیه نیز جابه‌جایی‌های جمعیتی را راهی رسمی و دائمی برای زدودن بومیان ارتدکس یونانی کشور پس از نسل‌کشی آن‌ها (۱۹۱۴–۱۹۲۲) می‌دانست و برای اسکان مهاجران جدید مسلمان از یونان که از شمار کمتری برخوردار بودند (۴۰۰٬۰۰۰) روستاهای ارتدکس‌نشینی که خالی از سکنه شده بودند را در نظر گرفته بود. در همین حال یونان نیز املاک مسلمانان اخراجی را به آوارگان یونانی از ترکیه می‌داد.
این تبادل جمعیت اجباری، یا اخراج متقابل توافقی، نه بر اساس زبان و قومیت، بلکه بر اساس هویت دینی بود و تقریباً شامل همه شهروندان بومی مسیحی ارتدکس ترکیه، از جمله حتی ترک‌زبانان ارتدکس‌مذهب می‌شد و در طرف دیگر نیز مسلمانان بومی یونان، حتی مسلمانان یونانی‌زبان، مانند ترک‌های کرتی، به ترکیه گسیل شدند.
تاریخ‌نگاران این جابه‌جایی را نوعی قانونی‌سازی پاکسازی قومی توصیف کرده‌اند.